# Phil Morris
Phil Morris (født 4. april 1959) er en amerikansk skuespiller og tegnefilmsdubber. Han er kendt som stemmen bag Dr. Joshua Strongbear Sweet i Atlantis - Det forsvundne rige, og som Vandal Savage i Justice League.